# Andrea Morassi
Andrea Morassi (* 30. srpna 1988, Tolmezzo) je italský skokan na lyžích, v současnosti žije v Ravasclettu.
Zúčastnil se Zimních olympijských her v Turíně v roce 2006, kde obsadil 36. místo v individuálním závodě na středním můstku a 11. místo v soutěži družstev. Největšího úspěchu ve své kariéře ve světovém poháru dosáhl 21. ledna 2007 v německém Oberstdorfu, kde senzačně obsadil 3. místo. Jeho největším úspěchem v kontinentálním poháru je vítězství v závodě v italském Pragelatu na tamním velkém můstku, který se zde konal 4. února 2007.